# Пољопривредна школа са домом ученика „Рајко Боснић” Неготин
Пољопривредна школа са домом ученика „Рајко Боснић” Неготин наследник је Школе за винодеље и воћарство у Букову, основане 1891. године Указом краља Александра I.

## Историјат
Винодељско-ратарска школа је основана на закупљеном земљишту од манастира Буково. Предлог за оснивање школе дали су крајински виноградари. Буково није случајно одабрано као локација за школу јер је то био центар крајинског виногорја. Успеси су били евидентни, скоро зачуђујући. Пољопривредна односно Винодељско-ратарска школа на Букову се одмах прочула по воћарству, ратарству, повртарству, сточарству и изнад свега виноградарству. Школа је до 1927. године радила као нижа пољопривредна школа, а 1928. године прераста у средњу пољопривредну школу.

## Дом ученика
Зграда дома је грађен 1883. године, са основном наменом образовања ученика, а учионице су касније, 1986. године, преуређене у спаваоне, односно у простор за рад дома.
Капацитет дома је 95 васпитаника распоређених у 28 спаваона. Дом поседује добро опремљену кухињу са трпезаријом за исхрану до 97 васпитаника, по систему самопослуживања.

## Школско имање
Пољопривредна школа у свом поседу има око 120ha укупне површине где је изграђена школа са свим пратећим грађевинским објектима, а коју чине:
- оранице, баште и луцеришта (80ha)
- виногради (7ha)
- воћњаци (6,5ha)
- вештачке ливаде (5,5ha)
- пашњаци (1,6ha)
- шуме (7,3ha)
- трстици, баре и канали (1,3ha)
- рибњак (1ha)

Виногради, воћњаци, баште и остале ратарске површине служе и користе се за извођење практичне наставе ученика, а добијени производи користе се као сировина за даљу производњу и за обезбеђење хране ученика смештених у интернату.
Школа поседује систем за наводњавање којим се може заливати преко 35ha тако да се могу остваривати две жетве. Такође, поседује и одговарајућу потребну опрему и механизацију.

## Винарија
Подрум Пољопривредне школе изграђен је у периоду од 1892. до 1895. године. Сорта црна тамјаника којом је Буково прослављено и које је овде недостижног квалитета, вредним радом ученика, знањем и марљивошћу запослених стручњака, уз поштовање традиције, претаче се у вино недостижног квалитета. Осим црне тамјанике производи се розе и бели бургундац и рајински ризлинг. 

## Библиотека
Kњижни фонд библиотеке највећим делом чини литература из књижевности, светске и домаће (углавном лектира, али и белетристика), затим стручна литература, уџбеници, а у мањој мери и из осталих области.
Библиотека има довољно простора за појединачни читаонички рад, а опремљена је са компјутерима који су умрежени и имају приступ интернету, тако да се може рећи да школа има библиотеку са медијатеком. Kњиге су смештене у застакљеним витринама распоређене по УДK систему и слободном приступу за кориснике. Такође, библиотека поседује и другу техничку опрему, попут штампача, скенера, фотокопир апарата и пројектора, што омогућава и реализацију наставе у библиотеци. 